# Simulium acrotrichum
Simulium acrotrichum är en tvåvingeart som beskrevs av Rubtsov 1956. Simulium acrotrichum ingår i släktet Simulium och familjen knott. Inga underarter finns listade i Catalogue of Life.